# Badra District
Badra District är ett distrikt i Irak.   Det ligger i provinsen Wasit, i den centrala delen av landet, 140 km öster om huvudstaden Bagdad.